# Всеволод III
Всеволод III Юриевич Голямото гнездо (на руски: Все́волод III Ю́рьевич Большо́е Гнездо́) е велик княз на Киевска Рус (1171 – 1172) и велик княз на Владимир-Суздал (1176 – 1212). Заема трона във Владимир след смъртта на брат си Михалко и е наследен от сина си Юрий.

## Живот
Всеволод е най-малкият син на Юрий Дългоръки. Николай Карамзин предлага хипотезата, че майка му е византийка, тъй като след смъртта на баща му тя отвежда Всеволод в Константинопол. Той прекарва първите си години в двора на Комнините. На път към родината си през 1170 г., Всеволод вероятно преминава през Тбилиси, където се жени за Мария Шварновна, аланска княгиня и роднина на грузинския цар. Двамата имат поне 12 деца, откъдето той получава прозвището Голямото гнездо.
През 1171 г. Всеволод става за кратко княз на Киев, заедно с Ярополк III. Пленен от князете на Смоленск, които превземат града, той е освободен срещу откуп. Всеволод подкрепя брат си Михалко в борбата му срещу болярите от Ростов и Суздал и го наследява след смъртта му през 1176 г.
Всеволод успява да подчини болярите и предприема системни набези срещу Волжка България. По-значим е походът му през 1186 г. срещу Волжка България. Като цяло обаче не постига трайни успехи. Той поставя свои кандидати на трона в Новгород и жени дъщерите си за князете на Чернигов и Киев, заемайки ролята на арбитър в споровете между двата най-влиятелни рода в югозападните райони на Киевска Рус. Всеволод потушава грубо опитите за неподчинение. През 1180 и 1187 г. той лишава князете на Рязан от земите им, а през 1207 г. изгаря Рязан и Белгород.